# Trijntje Jansma-Boskma
Trijntje Aukes Jansma-Boskma (Veenwoudsterwal (gemeente Tietjerksteradeel), 3 februari 1882 – aldaar, 5 maart 1991) was vanaf 7 januari 1990 de oudste inwoner van Nederland, na het overlijden van Jan Machiel Reyskens. Zij heeft deze titel 1 jaar en 57 dagen gedragen.
Op 11 december 1989 was Jansma-Boskma al de oudste vrouw van Nederland geworden. Zij was in die hoedanigheid de opvolgster van Ymkje Hofstra-Booi. 
Jansma-Boskma overleed op de leeftijd van 109 jaar en 30 dagen. Haar opvolgster als oudste Nederlander was Johanna Zandstra-Giezen.